# وزیر کار ایالات متحده آمریکا

پرچم وزیر کار ایالات متحده آمریکا (۱۹۶۰–۱۹۱۵)

وزیر کار ایالات متحده آمریکا (انگلیسی: United States Secretary of Labor) ریاست وزارت کار ایالات متحده آمریکا را برعهده دارد
پیش از این، وزیر کار ایالات متحده، این اداره را همراه با اداره بازرگانی ایالات متحده به عنوان یک وزارت واحد اداره می‌کرد اما از آنجا که این از سال ۱۹۱۳ این دو وزارت جدا شدند اکنون وزارت بازرگانی اکنون به‌طور جداگانه توسط وزیر بازرگانی ایالات متحده آمریکا اداره می‌شود.
مارتی والش وزیر سابق کار ایالات متحده آمریکا است که از ۲۳ مارس ۲۰۲۱ این سمت را به عهده داشت. 
وزیر کنونی لوری چاوز-درمر است

## فهرست وزیران کار
احزاب
      دموکرات
      جمهوری‌خواه
| شماره | پرتره         | نام                  | ایالت اقامت  | قبول پست        | ترک پست         | رئیس‌جمهور(ان)     | رئیس‌جمهور(ان)         |              |
| ----- | ------------- | -------------------- | ------------ | --------------- | --------------- | ----------------- | --------------------- | ------------ |
| ۱     | Wilson        | ویلیام بی. ویلسون    | پنسیلوانیا   | ۶ مارس ۱۹۱۳     | ۴ مارس ۱۹۲۱     |                   | وودرو ویلسون          |              |
| ۲     | Davis         | جیمز جی. دیویس       | پنسیلوانیا   | ۵ مارس ۱۹۲۱     | ۳۰ نوامبر ۱۹۳۰  |                   | وارن جی. هاردینگ      |              |
| ۲     | Davis         | جیمز جی. دیویس       | پنسیلوانیا   | ۵ مارس ۱۹۲۱     | ۳۰ نوامبر ۱۹۳۰  | کالوین کولیج      |                       |              |
| ۲     | Davis         | جیمز جی. دیویس       | پنسیلوانیا   | ۵ مارس ۱۹۲۱     | ۳۰ نوامبر ۱۹۳۰  | هربرت هوور        |                       |              |
| ۳     | Doak          | William N. Doak      | ویرجینیا     | ۹ دسامبر ۱۹۳۰   | ۴ مارس ۱۹۳۳     |                   |                       |              |
| ۴     | Perkins       | فرنسیس پرکینس        | نیویورک      | ۴ مارس ۱۹۳۳     | ۳۰ ژوئن ۱۹۴۵    |                   | فرانکلین دلانو روزولت |              |
| ۴     | Perkins       | فرنسیس پرکینس        | نیویورک      | ۴ مارس ۱۹۳۳     | ۳۰ ژوئن ۱۹۴۵    | هری اس. ترومن     |                       |              |
| ۵     | Schwellenbach | لوئیس بی. شولنباخ    | واشینگتن     | ۱ ژوئیه ۱۹۴۵    | ۱۰ ژوئن ۱۹۴۸    |                   |                       |              |
| ۶     | Tobin         | Maurice J. Tobin     | ماساچوست     | ۱۳ اوت ۱۹۴۸     | ۲۰ ژانویه ۱۹۵۳  |                   |                       |              |
| ۷     | Durkin        | Martin P. Durkin     | مریلند       | ۲۱ ژانویه ۱۹۵۳  | ۱۰ سپتامبر ۱۹۵۳ |                   | دوایت آیزنهاور        |              |
| ۸     | Mitchell      | James P. Mitchell    | نیوجرسی      | ۹ اکتبر ۱۹۵۳    | ۲۰ ژانویه ۱۹۶۱  |                   | دوایت آیزنهاور        |              |
| ۹     | Goldberg      | Arthur J. Goldberg   | ایلینوی      | ۲۱ ژانویه ۱۹۶۱  | ۲۰ سپتامبر ۱۹۶۲ |                   | جان اف. کندی          |              |
| ۱۰    | Wirtz         | W. Willard Wirtz     | ایلینوی      | ۲۵ سپتامبر ۱۹۶۲ | ۲۰ ژانویه ۱۹۶۹  |                   | جان اف. کندی          |              |
| ۱۰    | Wirtz         | W. Willard Wirtz     | ایلینوی      | ۲۵ سپتامبر ۱۹۶۲ | ۲۰ ژانویه ۱۹۶۹  | لیندون بی. جانسون |                       |              |
| ۱۱    | Shultz        | جرج پی. شولتس        | ایلینوی      | ۲۲ ژانویه ۱۹۶۹  | ۱ ژوئیه ۱۹۷۰    |                   | ریچارد نیکسون         |              |
| ۱۲    | Hodgson       | James D. Hodgson     | کالیفرنیا    | ۲ ژوئیه ۱۹۷۰    | ۱ فوریه ۱۹۷۳    |                   | ریچارد نیکسون         |              |
| ۱۳    | Brennan       | Peter J. Brennan     | نیویورک      | ۲ فوریه ۱۹۷۳    | ۱۵ مارس ۱۹۷۵    |                   | ریچارد نیکسون         |              |
| ۱۳    | Brennan       | Peter J. Brennan     | نیویورک      | ۲ فوریه ۱۹۷۳    | ۱۵ مارس ۱۹۷۵    | جرالد فورد        |                       |              |
| ۱۴    | Dunlop        | John T. Dunlop       | ماساچوست     | ۱۸ مارس ۱۹۷۵    | ۳۱ ژانویه ۱۹۷۶  |                   |                       |              |
| ۱۵    | Usery         | W. J. Usery Jr.      | جورجیا       | ۱۰ فوریه ۱۹۷۶   | ۲۰ ژانویه ۱۹۷۷  |                   |                       |              |
| ۱۶    | Marshall      | F. Ray Marshall      | تگزاس        | ۲۷ ژانویه ۱۹۷۷  | ۲۰ ژانویه ۱۹۸۱  |                   | جیمی کارتر            |              |
| ۱۷    | Donovan       | Raymond J. Donovan   | نیوجرسی      | ۴ فوریه ۱۹۸۱    | ۱۵ مارس ۱۹۸۵    |                   | رونالد ریگان          |              |
| ۱۸    | Brock         | ویلیام ای. بروک      | تنسی         | ۲۹ آوریل ۱۹۸۵   | ۳۱ اکتبر ۱۹۸۷   |                   | رونالد ریگان          |              |
| ۱۹    |               | ان مکلاولین کرولوگوس | ناحیه کلمبیا | ۱۷ دسامبر ۱۹۸۷  | ۲۰ ژانویه ۱۹۸۹  |                   | رونالد ریگان          |              |
| ۲۰    | Dole          | الیزابت اچ. دول      | کانزاس       | ۲۵ ژانویه ۱۹۸۹  | ۲۳ نوامبر ۱۹۹۰  |                   | جورج هربرت واکر بوش   |              |
| ۲۱    | Martin        | Lynn M. Martin       | ایلینوی      | ۲۲ فوریه ۱۹۹۱   | ۲۰ ژانویه ۱۹۹۳  |                   | جورج هربرت واکر بوش   |              |
| ۲۲    | Reich         | رابرت رایش           | ماساچوست     | ۲۲ ژانویه ۱۹۹۳  | ۲۰ ژانویه ۱۹۹۷  |                   | بیل کلینتون           |              |
| ۲۳    | Herman        | الکسیس ام. هرمن      | آلاباما      | ۱ مه ۱۹۹۷       | ۲۰ ژانویه ۲۰۰۱  |                   | بیل کلینتون           |              |
| ۲۴    | Chao          | ایلین ال. چاو        | کنتاکی       | ۲۹ ژانویه ۲۰۰۱  | ۲۰ ژانویه ۲۰۰۹  |                   | جورج دبلیو بوش        |              |
| ۲۵    | Solis         | هیلدا ال. سولیس      | کالیفرنیا    | ۲۴ فوریه ۲۰۰۹   | ۲۲ ژانویه ۲۰۱۳  |                   | باراک اوباما          |              |
| ۲۶    | Perez         | توماس پرس            | مریلند       | ۲۳ ژوئیه ۲۰۱۳   | ۲۰ ژانویه ۲۰۱۷  |                   | باراک اوباما          |              |
| –     | Hugler        | ادوارد هاگلر         | پنسیلوانیا   | ژانویه۲۰, ۲۰۱۷  | آوریل۲۷, ۲۰۱۷   |                   | باراک اوباما          | دونالد ترامپ |
| ۲۷    | Acosta        | آلکس کوستا           | فلوریدا      | آوریل ۲۸, ۲۰۱۷  | ژوئیه ۱۹, ۲۰۱۹  |                   |                       | دونالد ترامپ |